# Lobo (Amerikaanse zanger)
Lobo (Roland Kent LaVoie) (Tallahassee, 31 juli 1943) is een Amerikaanse singer-songwriter die vooral begin jaren zeventig van de 20e eeuw succesvol was. Lobo was populair in een groot deel van de wereld en scoorde hits als Me and You and a Dog Named Boo, I'd Love You to Want Me en Don't Expect Me To Be Your Friend.
Lobo's liedjes werden gekenmerkt door een zoete melodie, weelderig instrumentgebruik en gevoelige teksten. Me and You and a Dog Named Boo kwam in 1971 uit en werd een grote hit in onder meer de Verenigde Staten en Groot-Brittannië. Het nummer I'd Love You To Want Me uit 1972 werd in Duitstalige landen erg populair, toen het op de achtergrond te horen was in een aflevering van de Krimi-serie Der Kommissar. Honderden mensen belden naar de ZDF om te vragen wie de zanger was en toen de plaat was uitgekomen stond hij in Duitsland en Zwitserland wekenlang bovenaan de hitlijsten.
In 1981 stopte hij met het maken van platen en begon hij zijn eigen label Lobo Records dat later Evergreen Records werd. Onder deze namen werden verschillende singles uitgebracht. Omdat zijn populariteit in met name Azië groot bleef, bracht hij eind jaren tachtig twee Greatest Hits albums uit. Hij tekende een platencontract met een platenmaatschappij in Singapore en bracht in de periode 1994 - 1997 elk jaar een nieuw album uit. Door de financiële crisis in Azië ging zijn platenmaatschappij echter failliet en Lobo keerde terug naar Florida. In 2000 tekende hij een contract bij het Duitse label GmbH Entertainment en bracht een nieuw album uit. In 2006 toerde hij door Zuid-Azië.

## Discografie

### Singles
| Single met eventuele hitnotering(en) in de Nederlandse Top 40 | Datum van verschijnen | Datum van binnenkomst | Hoogste positie | Aantal weken | Opmerkingen             |
| ------------------------------------------------------------- | --------------------- | --------------------- | --------------- | ------------ | ----------------------- |
| Me and You and a Dog Named Boo                                |                       | 12-06-1971            | 8               | 8            | #6 in de Single Top 100 |
| I'd Love You to Want Me                                       |                       | 04-11-1972            | tip             | -            |                         |
| It Sure Took a Long, Long Time                                |                       | 02-06-1973            | tip             | -            |                         |

### NPO Radio 2 Top 2000
| Nummer met noteringen in de NPO Radio 2 Top 2000 | '99  | '00  | '01  | '02  | '03  |
| ------------------------------------------------ | ---- | ---- | ---- | ---- | ---- |
| Me and You and a Dog Named Boo                   | 1776 | 1568 | 1566 | 1599 | 1623 |

1. ↑  Een vetgedrukt getal geeft de hoogste notering aan.
2. ↑  Deze tabel is bijgewerkt tot en met de laatste editie (2024).